# بنیه-سانت-رادگوند
بنیه-سانت-رادگوند (به فرانسوی: Baignes-Sainte-Radegonde) یک کمون (فرانسه) در فرانسه است که در canton of Baignes-Sainte-Radegonde واقع شده‌است. بنیه-سانت-رادگوند ۳۱٫۲۲ کیلومتر مربع مساحت دارد ۷۵ متر بالاتر از سطح دریا واقع شده‌است.